# 鳞杓拿蛤
是帘蛤目帘蛤科Anomalocardia的一种。主要分布于中国大陆、台湾，常栖息在泥砂质平台、潮间带至潮下带。